# Аполлино

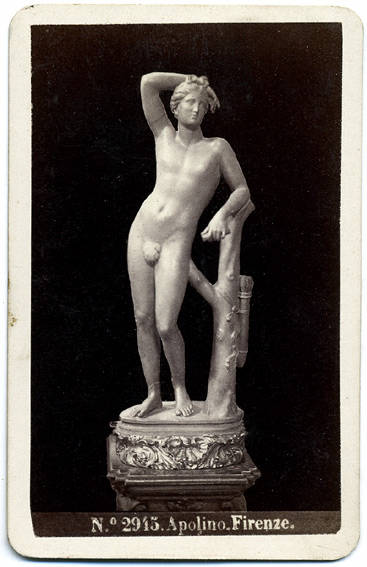
Аполлино

Аполлино или Аполлон Медичи — древнеримская копия эллинистической скульптуры юного бога Аполлона наподобие Аполлона Ликейского. Ныне статуя хранится в галерее Уффици во Флоренции.
Его голова имеет пропорции, сходные с таковыми у Афродиты Книдской Праксителя, и поэтому ряд искусствоведов полагают, что она является копией оригинала, созданного Праксителем, или, по меньшей мере, обладает его стилем. Другие утверждают, что это эклектичное творение римской эпохи со смешением нескольких стилей. Левая рука Аполлино, возможно, держала лук.
Найденная полностью сохранившейся в Риме в XVII веке, хотя её точное раннее происхождение неясно, скульптура первоначально хранилась в коллекции Боргезе, пока не оказалась в коллекции Медичи на вилле Медичи, где её нахождение было задокументировано в 1704 году. В отличие от многих древних скульптур из коллекции Медичи, она не была перенесена во Флоренцию Козимо III Медичи, оставаясь в Риме до тех пор, пока не была изъята оттуда, чтобы сопровождать группу Медичи Ниоба в 1769—1770 годах. Аполлино сохранял свою славу вплоть до XVIII века как одна из самых копируемых римских скульптур.
В 1840 году в Уффици статуя была повреждена упавшей на неё картиной и была восстановлена Лоренцо Бартолини, который покрыл всю статую слоем краски, чтобы скрыть следы от повреждений.